# Oreadomyia albertae
Oreadomyia albertae är en tvåvingeart som beskrevs av Douglas Keith McEwan Kevan och Cutten-ali-khan 1975. Oreadomyia albertae ingår i släktet Oreadomyia och familjen fjädermyggor.
Artens utbredningsområde är Alberta. Inga underarter finns listade i Catalogue of Life.